# Bataille de Kerelőszentpál
Le 9 juillet 1575, la bataille de Kerelőszentpál (bataille de Saint-Paul) voit s’opposer les forces de l’Empire ottoman de Sélim II, fils de Soliman le Magnifique, de la principauté de Transylvanie et de celle de Valachie aux forces du royaume de Hongrie appuyées par les Sicules. Elle se déroule à Kerelőszentpál, dans le comitat de Maros en actuelle Roumanie.

## Contexte
Jean II de Hongrie meurt sans héritier en 1571 et confie dans son testament le trône de Transylvanie à son ancien Maître du trésor, Gáspár Bekes. Cependant les nobles hongrois ne respectent pas la volonté du défunt souverain et installent Étienne Báthory comme voïvode alors que Bekes est en mission diplomatique à Vienne.
En concurrence avec Báthory pour le trône de Pologne-Lituanie, Maximilien d'Autriche soutient Bekes qui rassemble son armée et organise une rébellion. Celui-ci est défait, perd tous ses biens et est contraint de demander l'asile à Maximilien à Vienne. Lorsque la Pologne-Lituanie élit Henri de Valois, Maximilien et Báthory cessent les hostilités. Bekes se rend alors dans l'empire ottoman à la recherche d'alliés, sans succès. Ses espoirs resurgissent lorsque Henri de Valois abdique pour le trône de France en 1574 pour devenir Henri III de France. La rivalité Maximilien-Báthory reprend alors. Soutenu par les Sicules, il engage une nouvelle rébellion mais est à nouveau vaincu lors de la bataille de Kerelőszentpál. Avec l'élection du prince Étienne Báthory au trône de Pologne le 14 décembre 1575 et la mort de Maximilien en 1576, Bekes perd tout espoir de récupérer la Transylvanie, désormais aux mains du frère, Christophe Báthory. Il se réconcilie alors avec le nouveau roi, devient l'un de ses plus proches conseillers et commande valeureusement son armée.

## Sources, littérature
- Lajos Szádeczky-Kardoss : Kornyáti Békés Gáspár, Franklin Társulat, Budapest, 1887
- Balázs Orbán : A székelyföld leírása (« Description du Pays sicule »), Pest, 1868
- János Varró : Ki csatát nyer, koronát nyer (« Qui gagne la bataille gagne la couronne »), Kriterion Kiadó, Bukarest, 1976